# Maia Tschiburdanidse
Maia Tschiburdanidse (georgisch მაია ჩიბურდანიძე, russisch Ма́йя Григо́рьевна Чибурдани́дзе, Maja Grigorjewna Tschiburdanidse; * 17. Januar 1961 in Kutaissi, Imeretien, damals Georgische SSR der Sowjetunion) ist eine georgische Schachspielerin und die sechste Schachweltmeisterin. Bis zur Unabhängigkeit Georgiens 1991 startete sie für die UdSSR.

## Lebenslauf
1977 gewann Tschiburdanidse die UdSSR-Meisterschaft der Frauen, bereits mit 17 Jahren gewann sie 1978 in einem Wettkampf gegen Nona Gaprindaschwili den Titelkampf um die Schachweltmeisterschaft der Frauen und verteidigte ihn 1981 gegen Nana Alexandria, 1984 gegen Irina Levitina, 1986 gegen Jelena Achmylowskaja und 1988 gegen Nana Iosseliani. 1991 verlor sie schließlich gegen die Chinesin Xie Jun den Titel. 1979 gewann sie die 2. Internationale Deutsche Damenmeisterschaft in Bad Kissingen.
Als zweite Frau nach Gaprindaschwili errang sie 1984 den Titel eines Großmeisters. Sie ist die erste Frau, die ein Großmeisterturnier der Kategorie IX ungeschlagen gewann: 1985 in Banja Luka siegte sie vor 13 Männern, darunter 8 Großmeistern.
Ihre Nichte Sopio Nikoladse ist Internationaler Meister der Frauen im Schach. Neben ihrer Schachkarriere absolvierte Tschiburdanidse ein Medizinstudium und praktiziert als Augenärztin.

## Nationalmannschaft

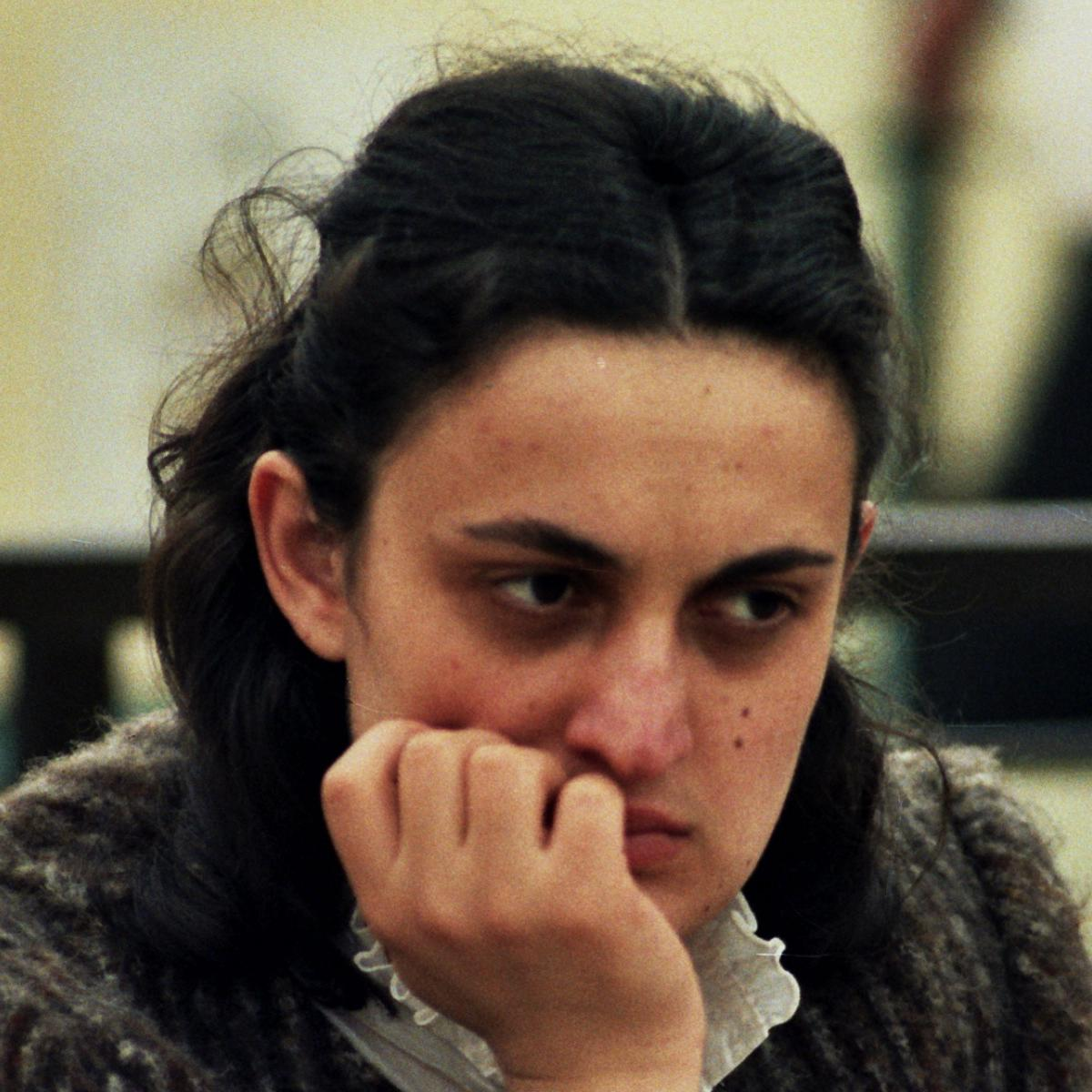
Maia Tschiburdanidse, Schacholympiade 1984 in Thessaloniki

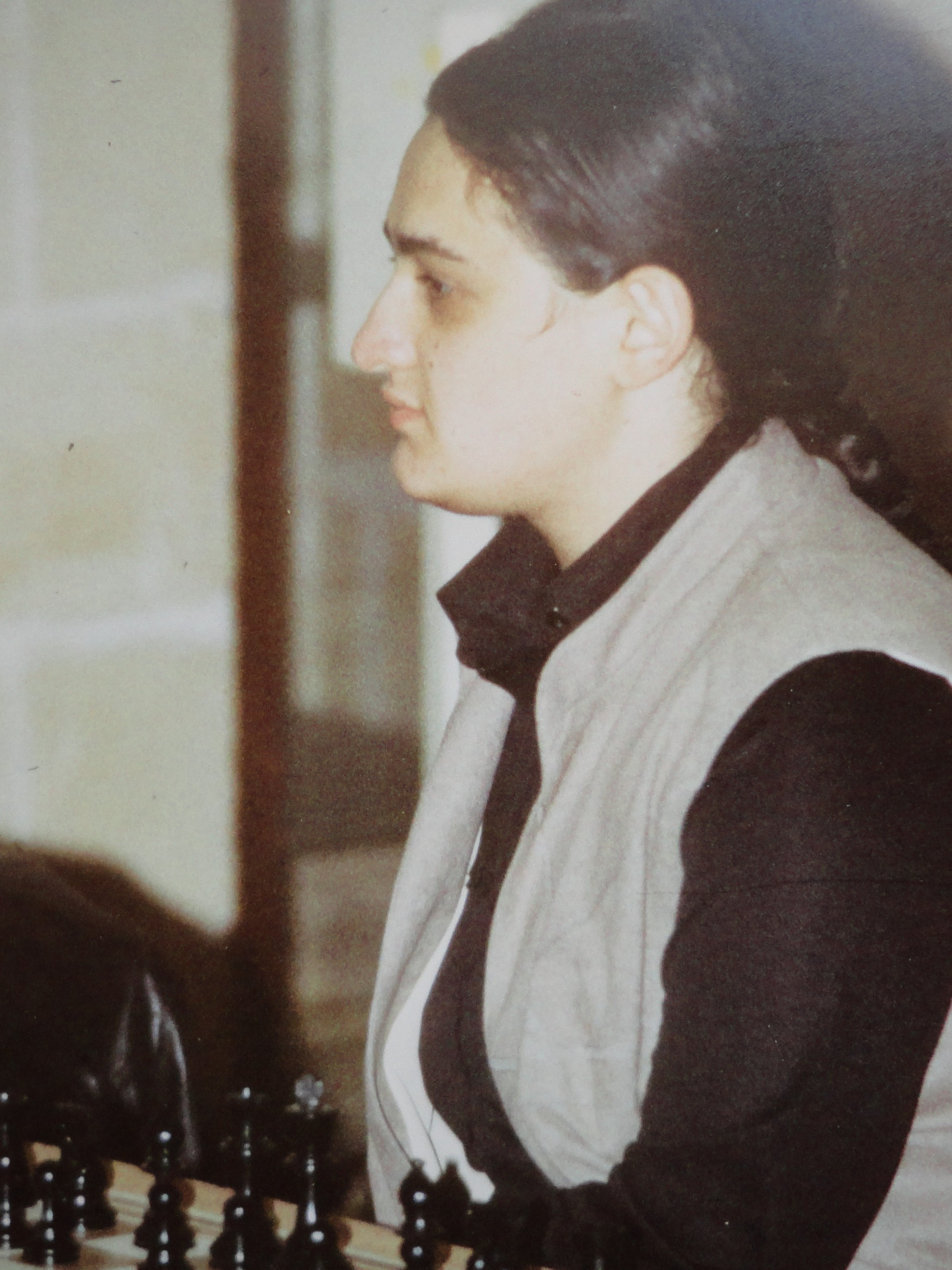
Maia Tschiburdanidse, Schacholympiade 1980 in Valletta

Von 1978 bis 2004 nahm sie an allen 14 Schacholympiaden der Frauen teil, die 15. Teilnahme folgte 2008. Dabei spielte sie stets am Spitzenbrett (bis 1990 der sowjetischen, danach der georgischen Mannschaft). Mit der Mannschaft gewann Tschiburdanidse 1978, 1980, 1982, 1984, 1986, 1992, 1994, 1996 und 2008, erreichte 1988, 1990 und 2000 den zweiten und 1998 den dritten Platz. In der Einzelwertung erreichte sie 1978, 1980, 1992 und 2008 das beste Einzelergebnis am Spitzenbrett (1992 erhielt sie eine weitere Goldmedaille für die beste Elo-Leistung aller Teilnehmerinnen), 1986 und 1998 das zweitbeste Einzelergebnis am ersten Brett (bei beiden Veranstaltungen erzielte sie außerdem die drittbeste Elo-Leistung aller Teilnehmerinnen) sowie 1982, 1994 und 2002 das drittbeste Einzelergebnis am Spitzenbrett (2002 gewann sie außerdem eine Bronzemedaille für die drittbeste Elo-Leistung aller Teilnehmerinnen).
1997 nahm Tschiburdanidse mit der georgischen Frauenauswahl an der Mannschafts-Weltmeisterschaft teil. An der Mannschaftsweltmeisterschaft der Frauen beteiligte sie sich 2007 und 2009.
Außerdem vertrat Tschiburdanidse Georgien bei den Mannschaftseuropameisterschaften der Frauen 1997, 2005 und 2007. 1997 gewann sie mit der Mannschaft und erreichte sowohl das beste Einzelergebnis am Spitzenbrett als auch die beste Elo-Leistung aller Teilnehmerinnen, 2005 erreichte sie mit der Mannschaft den zweiten Platz und erzielte in der Einzelwertung die beste Elo-Leistung aller Teilnehmerinnen und das zweitbeste Einzelergebnis am Spitzenbrett.

## Vereine
In der sowjetischen Vereinsmeisterschaft spielte Tschiburdanidse 1974 und 1976 am Mädchenbrett, 1980 und 1982 am Frauenbrett von Dinamo. Am European Club Cup der Frauen nahm sie sechsmal teil. 1995 gewann sie den Wettbewerb mit Merani Tiflis, 2006 bis 2008 spielte sie für MIKA Jerewan. Mit Jerewan gewann sie den Wettbewerb 2006 und erreichte 2007 den dritten Platz, 2006 gelang ihr außerdem das beste Einzelergebnis am ersten Brett. 2009 und 2010 spielte sie für Samaia Tiflis, mit denen sie 2009 auf dem dritten Platz landete.

## Partiebeispiel
|   | a | b | c | d | e | f | g | h |   |
| 8 |   |   |   |   |   |   |   |   | 8 |
| 7 |   |   |   |   |   |   |   |   | 7 |
| 6 |   |   |   |   |   |   |   |   | 6 |
| 5 |   |   |   |   |   |   |   |   | 5 |
| 4 |   |   |   |   |   |   |   |   | 4 |
| 3 |   |   |   |   |   |   |   |   | 3 |
| 2 |   |   |   |   |   |   |   |   | 2 |
| 1 |   |   |   |   |   |   |   |   | 1 |
|   | a | b | c | d | e | f | g | h |   |

In der folgenden Partie besiegte Tschiburdanidse mit den weißen Steinen bei den Dortmunder Schachtagen 1983 den Engländer Nigel Short.
Tschiburdanidse–Short 1:0
Dortmund, 1983
Caro-Kann-Verteidigung, B16
1. Sc3 d5 2. e4 dxe4 3. Sxe4 Sf6 4. Sxf6+ gxf6 5. d4 c6 6. Le2 Dc7 7. Sf3 Lg4 8. c4 e6 9. 0–0 Sd7 10. d5 0–0–0 11. dxe6 Se5 12. Sd2 Lxe6 13. Da4 Tg8 14. Se4 Lxc4 15. Lh5 Lxf1 16. Kxf1 Sd3 17. Dxa7 De5 18. Le3 Dxe4 19. Da8+ Kc7 20. Lb6+ Kxb6 21. Dxd8+ Kc5 22. b4+ Kxb4 23. Lf3 De5 24. Tb1+ Sb2 25. Dd2+ Ka3 26. Txb2 b5 27. Tb3+ Ka4 28. Ld1 1:0

## Sonstiges
Tschiburdanidse wird bei der FIDE als inaktiv geführt, da sie seit einem im Februar 2011 in Doha ausgetragenen Turnier des FIDE Grand Prix der Frauen 2009–2011 keine Elo-gewertete Partie mehr gespielt hat. Im Februar 2020 wurde sie anlässlich des FIDE-Kongresses in Abu Dhabi zum Ehrenmitglied der FIDE ernannt.